# Ljepunice
Ljepunice (serbokroatisch-kyrillisch Љепунице) ist ein Ort im Kanton Tuzla im Nordosten von Bosnien und Herzegowina, und ist Ortsverband (Mjesna zajednica) und Ortschaft (Naseljeno mjesto) der Gemeinde Tuzla.

## Geographie
Der Ort war im Mittelalter Teil von Soli. Vor der osmanischen Besetzung hieß das heutige Tuzla Soli.
Ljepunice liegt in den Hügeln gut 6 km nordwestlich des Stadtzentrums von Tuzla, an der Fernstraße M18 (Orašje – Sarajevo).
Der Ort Ljepunice selbst liegt etwas abseits der Fernstraße. Direkt beim Ort befindet sich ein kleiner Stausee.
Zum Ortsverband Ljepunice gehören auch die Ortschaften Brgule, Pogorioci und Milešići westlich direkt an der M18.
Östlich liegt Šikara, das zu Lipnica gehört.

## Bevölkerung und Kultur
Der Ortsverband hat etwa 2400 Einwohner in zirka 750 Häusern, davon knapp 400 im Ort selbst.
Diese Gegend um Tuzla ist mehrheitlich kroatisch. Ljepunice gehört auch zur katholischen Pfarre Šikara. In Ljepunice befindet sich auf dem römisch-katholischen Friedhof eine Kapelle. Die Kapelle hat den Status eines Kulturdenkmals.
Die nationale Zusammensetzung 1991 von Ljepunice war folgende:
- Kroaten – 437
- Jugoslawen – 93
- Sonstige – 27
- Bosniaken – 7
- Serben – 0

gesamt: 564